# برناردو کوپه
برناردو کوپه (اسپانیایی: Bernardo Capó‎؛ ۲۰ اکتبر ۱۹۱۹ – ۱۱ فوریهٔ ۲۰۰۰) دوچرخه‌سوار اهل اسپانیا بود. وی در مسابقات تور دو فرانس شرکت کرده است.